# Turystyka ekstremalna

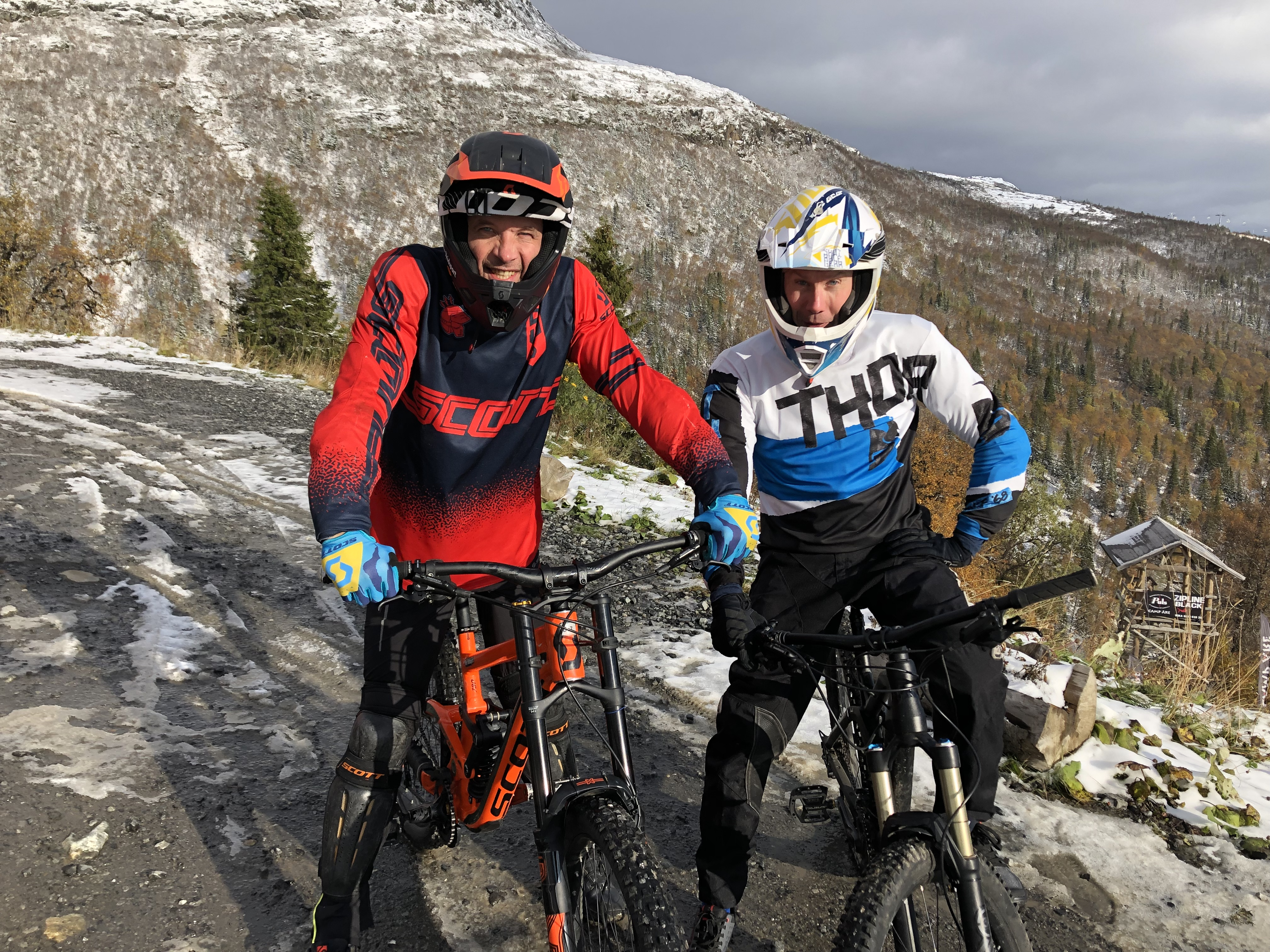
Turyści w strojach do downhillu

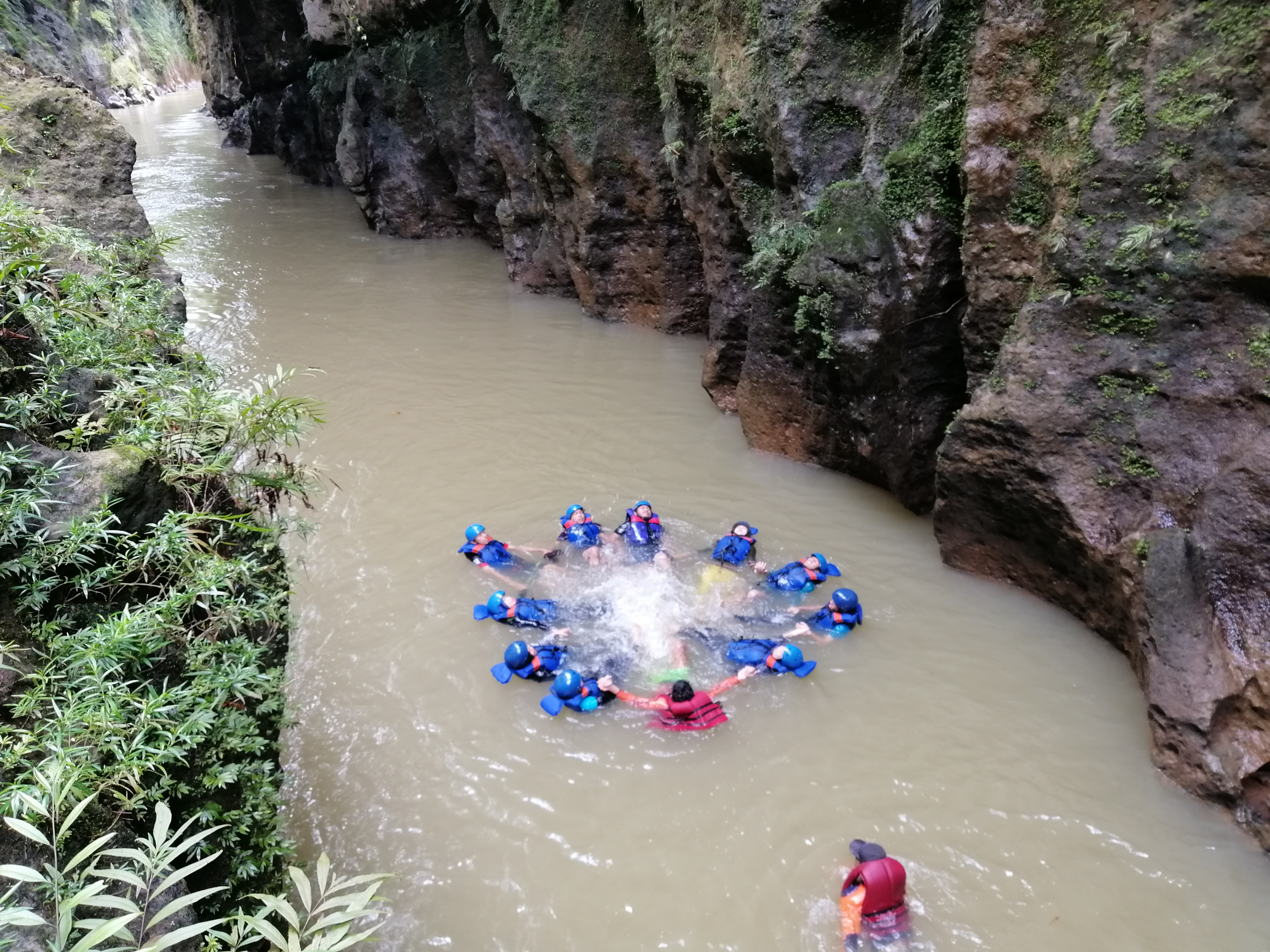
Body rafting (bez użycia łodzi)

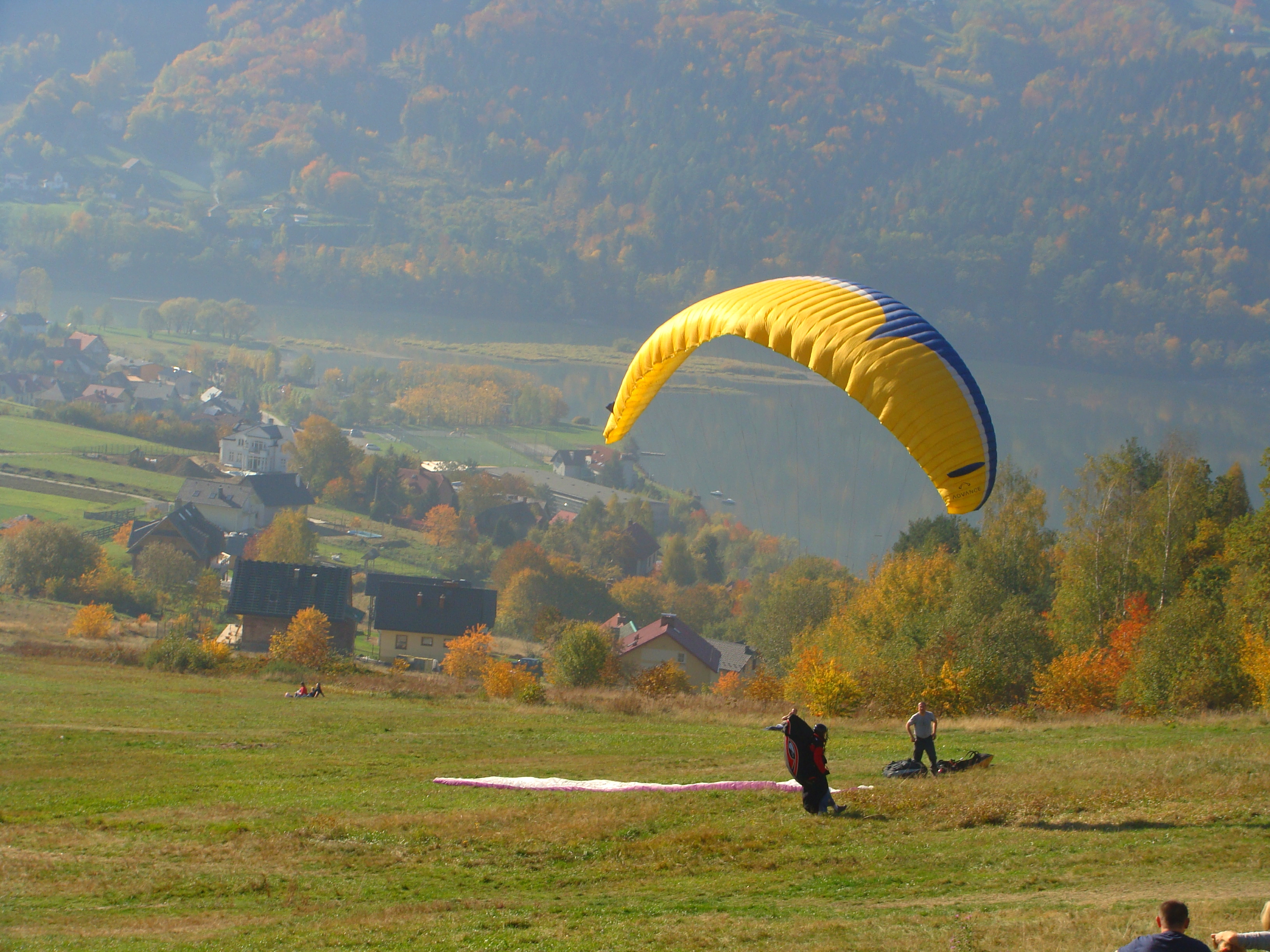
Paralotniarstwo na stokach Żaru

Turystyka ekstremalna (ang. extreme tourism) – odmiana plenerowej turystyki aktywnej (według niektórych autorów turystyki przygodowej), w uprawianiu której najistotniejszym elementem jest motyw ryzyka i przeżywania silnych wrażeń, w tym skrajnych stanów emocjonalnych.

## Charakterystyka
Polega najczęściej na uprawianiu różnego rodzaju ekstremalnych form rekreacji, a także sportów ekstremalnych. Wiąże się z wyczerpaniem fizycznym. Może jej towarzyszyć ryzyko utraty zdrowia i życia, co ma kluczowe pojęcie w jej definicji. W dużej części przypadków uprawiana jest z motywów ambicjonalnych, a więc chęci wyróżnienia się, okazania indywidualizmu, wykreowania wizerunku, podniesienia statusu społecznego, czy zrealizowania ambitnych planów. Osoby uprawiające turystykę ekstremalną doświadczają niejednokrotnie granic odporności fizycznej lub psychicznej. Jednocześnie w miarę bezpieczne jej uprawianie wymaga znajomości określonych procedur, reguł, posiadania stosownych umiejętności i odwagi. Celem może być odreagowanie stresu życia codziennego i chęć wyżycia się w naturze.
Turystyka ekstremalna możliwa jest w dużym stopniu dzięki rozwojowi nowoczesnych technologii, a co za tym idzie podażą odpowiednich strojów, urządzeń i wyposażenia umożliwiającego ekstremalne działania w naturze. Celem turysty ekstremalnego nie jest zatem np. zdobycie wysokiego i trudnego szczytu, ponieważ zostało to już wielokrotnie osiągnięte przez innych, ale zdobycie go w rekordowym czasie, nietypowym sposobem lub przebycie drogi w dół na nietypowym sprzęcie (np. zjazd, zlot).
Turystyka ekstremalna i sporty ekstremalne bywają utożsamiane, jednak turystyka ekstremalna wykorzystując te same formy aktywności sportowej, które określane są mianem sportów ekstremalnych, nie kładzie nacisku na rywalizację czysto sportową, tj. osiągnięcie konkretnych, najlepszych wyników regulowanych punktacjami, czy rankingami. Sport ekstremalny jest również droższy, często zawodowy, a także wymaga systematycznych, stałych treningów. Różnica leży również w motywacjach sportowców i turystów do podjęcia określonej działalności.

## Przykłady
Do przykładowych odmian turystyki ekstremalnej należą: rafting, canyoning, sztuka przetrwania, rajdy po bezdrożach (samochodowe, motocyklowe, rowerowy downhill), bungee jumping (również z użyciem helikoptera), przeloty myśliwcami wojskowymi, tzw. turystyka śmierci (ang. dark tourism - zwiedzanie obozów koncentracyjnych, krypt, katakumb albo kambodżańskich Pól śmierci) czy niektóre formy zjazdów narciarskich. Niektóre z kierunków tej formy turystyki to np. Syberia (jazda samochodem terenowym, rafting Oką), tereny strefy zamkniętej wokół Czarnobylskiej Elektrowni Jądrowej, Chile (bungee jumping do czynnych wulkanów), Filipiny (obserwacja czynnych wulkanów), Floryda (nurkowanie w wodach obfitych w rekiny), a także Irak i Syria (turystyka wojenna).